# Billet de 1 dollar américain
 (août 2020).
Si vous disposez d'ouvrages ou d'articles de référence ou si vous connaissez des sites web de qualité traitant du thème abordé ici, merci de compléter l'article en donnant les références utiles à sa vérifiabilité et en les liant à la section « Notes et références ».
Recto
Verso
Le billet de 1 dollar américain est le billet de banque de plus faible valeur émis par les États-Unis. Le recto du billet est à l'effigie de l'ancien président américain George Washington. Surnommé le « billet vert », il est le symbole de la monnaie américaine.

## Caractéristique

### Recto
Au centre est représenté George Washington. Son apparition date de 1869, il remplace l'ancien secrétaire du Trésor Salmon P. Chase. Sur la gauche du portrait, est représenté un sceau qui indique de quelle réserve fédérale il provient.

### Verso
Sur la gauche du billet, apparaît dans un sceau une pyramide inachevée de 13 marches, surmontée par l'Œil de la Providence dans un triangle. À la base de la pyramide sont gravés les chiffres romains MDCCLXXVI (1776), date de l'indépendance américaine vis-à-vis de la Grande-Bretagne. Au sommet du sceau se trouve la phrase latine « ANNUIT CŒPTIS », signifiant « Il/Elle approuve notre entreprise ». Au bas du sceau se trouve une bannière semi-circulaire proclamant une phrase inspirée de Virgile : « NOVUS ORDO SECLORUM », qui signifie « Nouvel ordre des siècles », faisant référence à l'avènement d'une nouvelle ère consécutive à l'indépendance américaine. 

## Diffusion
Le billet d'un dollar est le plus couramment diffusé aux États-Unis. En effet il représente 41 % des billets présents[Quand ?] aux États-Unis[réf. nécessaire].

## Séries
| Type                 | Séries    | Nombre de billets produits |
| -------------------- | --------- | -------------------------- |
| Silver Certificate   | 1935-1964 | 4 986 088 000              |
| Federal Reserve Note | 1963-2021 | 153 674 251 000            |